# Pau Galí i Ramoneda
Pau Galí i Romereda, germà d’Ignasi Galí i Romereda. Neix a Terrassa (Barcelona), batejant-lo el 27 de setembre del 1743 i mor al Real Monasterio de San Lorenzo El Escorial (Madrid) el 12 de maig de 1792.
Mestre de capella i violinista gran part de la seva vida. Va prendre l’hàbit l’11 de desembre de 1762.
Pau Galí i Romereda va ser mestre compositor, dedicant-se a copiar i recol·lectar música de tot Espanya.